# Samuel Prost
Samuel Prost (* 1995 in Köln) ist ein deutscher Schauspieler.

## Leben
Samuel Prost entdeckte bereits in der Grundschule sein Interesse am Theaterspielen. Im Alter von acht Jahren stand er zum ersten Mal auf einer Bühne. Über verschiedene Schauspielschulen, Schauspielworkshops und Theatergruppen kam er 2010 zu den „Young Acting Accomplices“, dem Jugendensemble der „Acting Accomplices“, einem Performance-Netzwerk in Köln. Von 2010 bis 2015 gehörte er zum festen Ensemble der „Young Acting Accomplices“ unter der Leitung von Thomas Ulrich.
2013 begann er ein Schauspielstudium an der Kölner Schauspielschule der Keller, das er jedoch nach einem Jahr (2014) freiwillig vorzeitig beendete. Prost trat u. a. am Theater der Keller (2013), am Theater im Bauturm (2014, als Demetrius in Ein Sommernachtstraum) und am ArtTheater Köln (2015) auf. Als Teil des „Import Export Kollektiv“ tritt er seit 2015 am Schauspiel Köln auf.
Seit 2012 steht er außerdem in Film- und Fernsehproduktionen vor der Kamera. In der RTL-Serie Der Lehrer spielte er in mehreren Folgen, die im Februar/März 2016 erstausgestrahlt wurden, den Schüler Robin. In der ARD-Serie Hubert und Staller (Erstausstrahlung: April 2016) verkörperte er, neben Nino Böhlau und Rouven Israel, in einer Episodenhauptrolle den schwer erziehbaren „Problem-Jugendlichen“ Jonas, der auf einem Boxerhof wieder in die Gesellschaft integriert werden soll. Im Februar 2018 war Prost in der ZDF-Erfolgsserie Heldt in einer weiteren Episodenrolle als Schüler Lukas Ahrberg zu sehen, der seine Lehrerin geohrfeigt hatte, und bei dem anhand eines Gutachtens der Profilerin Julia Tietz (Ina Paule Klink) entschieden werden soll, ob noch das Jugendstrafrecht zur Anwendung kommen soll. 
2020 war Prost in der ZDF-Serie SOKO Köln neben Oscar Hoppe als zu sehen. 2020 hatte er außerdem einen Gastauftritt in Mario Sixtus’ Film Hyperland, einem dystopischen Film über den Umgang der Gesellschaft mit Social Media. 2021 spielte er in zwei Folgen der RTL-Serie Unter uns die Rolle des Roman Maschke, der sich von seinem Bewährungshelfer verraten fühlt und diesen bedroht. Von Februar bis Mai 2022 spielte Prost, an der Seite von Jan Böhmermann, im Onlineformat Böhmannsland des ZDF Magazin Royale, eine kritische Parodie auf Fynn Kliemann und dessen Kliemannsland, die Rolle des Praktikanten Daniel. 
Prost lebt in Köln.

## Filmografie (Auswahl)
- 2014: Getürmt (Kurzfilm)
- 2016: Morgen hör ich auf (Fernsehserie)
- 2016: Der Lehrer (Fernsehserie, durchgehende Nebenrolle)
- 2016: Hubert und Staller: Schwer erziehbar (Fernsehserie)
- 2018: Heldt: Ewig mein (Fernsehserie)
- 2018: Erbsen zählen
- 2018: Mantikor (Kurzfilm)
- 2020: SOKO Köln: Superhelden (Fernsehserie)
- 2021: Unter uns (Fernsehserie, zwei Folgen)
- 2021: Hyperland (Fernsehfilm)